# Rusulaid
Rusulaid est une île d'Estonie en mer Baltique.